# ぶぎ ぶぎ ふなっしー♪ 〜ふなっしー公式テーマソング第二弾〜
「ぶぎ ぶぎ ふなっしー♪ 〜ふなっしー公式テーマソング第二弾〜」（ぶぎ ぶぎ ふなっしー ふなっしーこうしきテーマソングだいにだん）は、ふなっしーの2枚目のシングルである。2014年8月20日発売。発売元はユニバーサルミュージック。

## 概要
千葉県船橋市の非公認ご当地キャラ、ふなっしーによるセカンドシングル。DVDつきストア限定・産地直送盤、DVDつき初回限定盤、通常盤(初回プレス仕様)の3形態で販売された。本シングルでは作詞をふなっしーが手掛けており、作曲・編曲は気志團の各メンバーが担当した。また、プロデュースは気志團の綾小路翔が担当した。
音楽ゲーム『太鼓の達人 特盛り!』（Wii U、バンダイナムコゲームス）にも収録されている。

## 収録曲

### CD
1. ぶぎ ぶぎ ふなっしー♪ 〜ふなっしー公式テーマソング第二弾〜
  - 作詞：ふなっしー 作曲：星グランマニエ、綾小路翔 編曲：氣志團
2. ふなっしーの買い物わっしょい!
  - 作詞：ふなっしー、Shufoo!ゴーストライターズ 作曲・編曲：小西康陽
3. ぶぎ ぶぎ ふなっしー♪ 〜ふなっしー公式テーマソング第二弾〜 (カラオケ)
4. ぶぎ ぶぎ ふなっしー♪ 〜ふなっしー公式テーマソング第二弾〜 (インスト)

### 初回限定盤DVD
1. ぶぎ ぶぎ ふなっしー♪ 〜ふなっしー公式テーマソング第二弾〜 (ミュージックビデオ)
2. ぶぎ ぶぎ ふなっしー♪ 〜ふなっしー公式テーマソング第二弾〜 (いとうまゆとふなっしーによる振付け解説ビデオ)
3. ぶぎ ぶぎ ふなっしー♪ 〜ふなっしー公式テーマソング第二弾〜 (貴重なレコーディング、MV撮影オフショット)